# Glashütten (Hirzenhain)
Glashütten ist ein Ortsteil der Gemeinde Hirzenhain im hessischen Wetteraukreis. In der Gemarkung liegen die Weiler Igelhausen und Streithain.

## Geographische Lage
Glashütten liegt im südwestlichen Vogelsberg zwischen dem Büdinger Wald und dem Oberwald am Hillersbach, einem rechten nördlichen Zufluss der Nidder bei Lißberg.
Die Gemarkungsfläche wird für 1961 mit 783 Hektar angegeben, davon 392 Hektar Wald. Der landwirtschaftlich genutzte Teil der Gemarkung liegt langgestreckt im Tal des Hillersbachs und schließt oberhalb der Ortslage den Weiler Streithain mit ein sowie unterhalb des Ortes den Weiler Igelhausen und den Ostteil des Stauweihers Hillersbach, einem Oberbecken des Nidderkraftwerks von Lißberg. Die Waldungen von Glashütten liegen nördlich von Glashütten und Ober-Lais und somit auch westlich des Höhenzuges, der das Tal begleitet. Hier liegt der Seekopf, mit 346 Meter die höchste Erhebung von Glashütten.
Glashütten liegt nördlich der Kerngemeinde Hirzenhain. Die Ortskerne sind rund drei Kilometer voneinander entfernt. Neben der Kerngemeinde wird Glashütten umgeben von den Orten Ober-Lais im Westen, Eichelsachsen im Norden, Burkhards im Nordosten, Gedern im Osten und Steinberg im Südosten.

## Geschichte

### Ortsgeschichte
Erstmals urkundlich erwähnt wurde Streithain im Jahre 1187, kurz danach auch Igelhausen. 1450 wurde eine Glashütte gegründet, die bis 1572 betrieben wurde und dem Dorf seinen Ortsnamen gab. Hinweise auf den Ort finden sich erstmals am 15. Juni 1476 als Glashütte in Strythain. Als eigene Gemarkung ist das Dorf 1572 aus Streithain hervorgegangen.
Die Statistisch-topographisch-historische Beschreibung des Großherzogthums Hessen berichtet 1830 über Glashütten:

„Glashütten (L. Bez. Nidda) evangel. Filialdorf; liegt im Vogelsberg 2 St. von Nidda, und hat mit den Höfen, Ichelshausen und Streithain 68 Häuser und 361 evangelische Einwohner, von welchen 80 zum Bauernstand und 10 zum Gewerbsstand gehören.“

Im Zuge der Gebietsreform in Hessen schloss sich die bis dahin selbständigen Gemeinden Glashütten zum 1. April 1972 der Gemeinde Hirzenhain an.

### Verwaltungsgeschichte im Überblick
Die folgende Liste zeigt die Staaten und Verwaltungseinheiten, denen Glashütten angehört(e):
- Vor 1450: Heiliges Römisches Reich, Grafschaft Ziegenhain, Amt Nidda, Gericht Nidda
- 1450–1495: Erbstreit zwischen der Landgrafschaft Hessen und den Grafen von Hohenlohe
- ab 1450: Heiliges Römisches Reich, Landgrafschaft Hessen, Amt Nidda, Gericht Nidda[9]
- ab 1567: Heiliges Römisches Reich, Landgrafschaft Hessen-Marburg, Amt Nidda, Gericht Nidda[10]
- 1604–1648: Heiliges Römisches Reich, strittig zwischen Landgrafschaft Hessen-Darmstadt und Landgrafschaft Hessen-Kassel (Hessenkrieg)
- ab 1604: Heiliges Römisches Reich, Landgrafschaft Hessen-Darmstadt, Amt Nidda, Gericht Nidda[11]
- 1787: Heiliges Römisches Reich, Landgrafschaft Hessen-Darmstadt, Oberfürstentum Hessen, Amt Nidda und Lißberg, Gericht Nidda[12]
- ab 1806: Großherzogtum Hessen,[Anm. 2] Fürstentum Oberhessen, Amt und (seit 1803) Gericht Nidda[13]
- ab 1815: Großherzogtum Hessen[Anm. 3], Provinz Oberhessen, Amt Nidda[14]
- ab 1821:Großherzogtum Hessen, Provinz Oberhessen, Landratsbezirk Nidda[15][Anm. 4]
- ab 1832: Großherzogtum Hessen, Provinz Oberhessen, Kreis Nidda
- ab 1848: Großherzogtum Hessen, Regierungsbezirk Nidda
- ab 1852: Großherzogtum Hessen, Provinz Oberhessen, Kreis Nidda
- ab 1866: Norddeutscher Bund[Anm. 5], Großherzogtum Hessen, Provinz Oberhessen, Kreis Nidda
- ab 1874: Deutsches Reich, Großherzogtum Hessen, Provinz Oberhessen, Kreis Schotten
- ab 1918: Deutsches Reich (Weimarer Republik), Volksstaat Hessen, Provinz Oberhessen, Kreis Schotten
- ab 1938: Deutsches Reich, Volksstaat Hessen, Landkreis Büdingen[16][Anm. 6]
- ab 1945: Amerikanische Besatzungszone,[Anm. 7] Groß-Hessen, Regierungsbezirk Darmstadt, Landkreis Büdingen
- ab 1946: Amerikanische Besatzungszone, Land Hessen, Regierungsbezirk Darmstadt, Landkreis Büdingen
- ab 1949: Bundesrepublik Deutschland, Land Hessen, Regierungsbezirk Darmstadt, Landkreis Büdingen
- ab 1972: Bundesrepublik Deutschland, Land Hessen, Regierungsbezirk Darmstadt, Landkreis Büdingen, Gemeinde Hirzenhain[Anm. 8]
- ab 1972: Bundesrepublik Deutschland, Land Hessen, Regierungsbezirk Darmstadt, Wetteraukreis, Gemeinde Hirzenhain

## Bevölkerung
Einwohnerentwicklung
Die Einwohnerzahl von schwankte im 19. Jahrhundert zwischen 350 und 400. Durch die Zuwanderung nach dem Zweiten Weltkrieg schnellte die Zahl im Jahr 1946 auf 665 Einwohner hoch und nahm dann wieder ab. 1961 wurden 473 Einwohner verzeichnet. Als Ortsteil von Hirzenhain ist die Zahl im Jahr 2010 wieder auf 606 gestiegen.
| • 1791: | 322 Einwohner                      |
| • 1800: | 290 Einwohner                      |
| • 1806: | 324 Einwohner, 58 Häuser           |
| • 1829: | 361 Einwohner, 68 Häuser           |
| • 1867: | 389 Einwohner, 66 bewohnte Gebäude |
| • 1875: | 363 Einwohner, 64 bewohnte Gebäude |

| Eichelsdorf: Einwohnerzahlen von 1791 bis 2022 | Eichelsdorf: Einwohnerzahlen von 1791 bis 2022 | Eichelsdorf: Einwohnerzahlen von 1791 bis 2022 | Eichelsdorf: Einwohnerzahlen von 1791 bis 2022 | Eichelsdorf: Einwohnerzahlen von 1791 bis 2022 |
| --- | ---------------------------------------------- | ---------------------------------------------- | ---------------------------------------------- | ---------------------------------------------- |
| Jahr |                                                |                                                |                                                | Einwohner                                      |
| 1791 | 1791                                           |                                                | 322                                            | 322                                            |
| 1800 | 1800                                           |                                                | 290                                            | 290                                            |
| 1806 | 1806                                           |                                                | 324                                            | 324                                            |
| 1829 | 1829                                           |                                                | 361                                            | 361                                            |
| 1834 | 1834                                           |                                                | 385                                            | 385                                            |
| 1840 | 1840                                           |                                                | 382                                            | 382                                            |
| 1846 | 1846                                           |                                                | 352                                            | 352                                            |
| 1852 | 1852                                           |                                                | 354                                            | 354                                            |
| 1858 | 1858                                           |                                                | 356                                            | 356                                            |
| 1864 | 1864                                           |                                                | 391                                            | 391                                            |
| 1871 | 1871                                           |                                                | 365                                            | 365                                            |
| 1875 | 1875                                           |                                                | 363                                            | 363                                            |
| 1885 | 1885                                           |                                                | 363                                            | 363                                            |
| 1895 | 1895                                           |                                                | 359                                            | 359                                            |
| 1905 | 1905                                           |                                                | 408                                            | 408                                            |
| 1910 | 1910                                           |                                                | 440                                            | 440                                            |
| 1925 | 1925                                           |                                                | 470                                            | 470                                            |
| 1939 | 1939                                           |                                                | 513                                            | 513                                            |
| 1946 | 1946                                           |                                                | 665                                            | 665                                            |
| 1950 | 1950                                           |                                                | 646                                            | 646                                            |
| 1956 | 1956                                           |                                                | 554                                            | 554                                            |
| 1961 | 1961                                           |                                                | 473                                            | 473                                            |
| 1967 | 1967                                           |                                                | 520                                            | 520                                            |
| 1970 | 1970                                           |                                                | 552                                            | 552                                            |
| 1980 | 1980                                           |                                                | ?                                              | ?                                              |
| 1990 | 1990                                           |                                                | ?                                              | ?                                              |
| 2000 | 2000                                           |                                                | ?                                              | ?                                              |
| 2011 | 2011                                           |                                                | 669                                            | 669                                            |
| 2022 | 2022                                           |                                                | 674                                            | 674                                            |
| Datenquelle: Historisches Gemeindeverzeichnis für Hessen: Die Bevölkerung der Gemeinden 1834 bis 1967. Wiesbaden: Hessisches Statistisches Landesamt, 1968. Weitere Quellen: LAGIS; Zensus 2011; 2022 |                                                |                                                |                                                |                                                |

Einwohnerstruktur 2011
Nach den Erhebungen des Zensus 2011 lebten am Stichtag dem 9. Mai 2011 in Glashütten 669 Einwohner. Darunter waren 18 (2,7 %) Ausländer.
Nach dem Lebensalter waren 123 Einwohner unter 18 Jahren, 276 waren zwischen 18 und 49, 129 zwischen 50 und 64 und 141 Einwohner waren älter. Die Einwohner lebten in 273 Haushalten. Davon waren 66 Singlehaushalte, 78 Paare ohne Kinder und 99 Paare mit Kindern, sowie 24 Alleinerziehende und 3 Wohngemeinschaften. In 57 Haushalten lebten ausschließlich Senioren und in 165 Haushaltungen leben keine Senioren.
Religionszugehörigkeit
| • 1829: | 361 evangelische (= 100 %) Einwohner                              |
| • 1961: | 425 evangelische (= 89,85 %), 43 katholische (= 9,09 %) Einwohner |

## Kulturdenkmäler
Siehe: Liste der Kulturdenkmäler in Glashütten

## Verkehr und Infrastruktur
In Glashütten kreuzen sich die Landesstraßen L 3183 und L 3185. Erstere verbindet den Ort mit der Kerngemeinde Hirzenhain und dem Nachbarort Eichelsachsen. Letztere führt nach Ober-Lais und über Steinberg in den anderen Hirzenhainer Stadtteil Merkenfritz.
Die Verkehrsgesellschaft Oberhessen erschließt Glashütten und Igelhausen für den ÖPNV durch die Linie FB-80 Gedern – Hirzenhain – Ober-Lais – Wallernhausen – Nidda.
Im Ort gibt es:
- eine evangelische Kirche, erbaut 1957/58
- einen Spielplatz
- ein Bürgerhaus, die frühere Schule